# Hans-Erich Bilges
Hans-Erich Bilges (* 1944 in Sponheim) ist ein deutscher Journalist und Kommunikationsberater.

## Journalistische Laufbahn
Nach seinem Volontariat bei der Zeitung Die Welt wurde Bilges 1968 mit 23 Jahren jüngster Korrespondent des Blattes in Berlin. 1972 wechselte er in das Bonner Büro der Zeitung. 1974 übernahm er die Gesamtleitung der Bonner Parlamentsbüros von Bild-Zeitung und Bild am Sonntag. 1976 wurde Bilges stellvertretender Chefredakteur der Bild für die Ressorts Politik, Wirtschaft, Meinung und Außenbeziehungen. Ab 1981 war er zusätzlich damit betraut, an der Seite des damaligen stellvertretenden Vorstandschefs Günther Prinz neue Objekte für den Axel-Springer-Verlag zu entwickeln (u. a. Bild der Frau). 1986 wurde er geschäftsführender Redakteur und Mitglied der Chefredaktion der „Bild“-Gruppe.
1989 holte der damalige Vorstandsvorsitzende Gert Schulte-Hillen Bilges gegen den Widerstand der Redaktionsbeiräte des liberalen Verlagshauses als Chefredakteur für redaktionelle Entwicklungs- und Planungsaufgaben zum Verlag Gruner + Jahr. Er baute dort den redaktionellen Bereich des Vorstandsressorts Zeitungen in den Neuen Bundesländern auf. In diese Phase fielen der Kauf und Relaunch der Zeitungen Berliner Zeitung, Sächsische Zeitung, Berliner Kurier, der Aufbau der Dresdner Morgenpost einschließlich der Regionalausgaben Leipzig und Chemnitz. Zugleich war Bilges redaktioneller Koordinator der Personalplanung im Zeitungsbereich. Zeitgleich war er beratend tätig beim Aufbau des öffentlich-rechtlichen Rundfunksenders Mitteldeutscher Rundfunk. Von 1992 bis 1993 trat er dort auch als Gastgeber der Talkshow Riverboat auf.

## Andere Aktivitäten
1998 gründete Bilges zusammen mit dem früheren Bundesaußenminister Hans-Dietrich Genscher und dem Unternehmensberater Roland Berger die „WMP Beratung AG“. Als deren Vorstand beriet Bilges Unternehmen, Organisationen, Personen, Verbände und Regierungen in Fragen öffentlicher und strategischer Kommunikation, der Politik und Wirtschaftspolitik. Im Jahr 2000 fusionierte die WMP AG mit der „TV Media Managementberatung GmbH“ des früheren Wahlkampfberaters Hans-Hermann Tiedje, zur WMP Eurocom.
Anfang 2006 trennten sich Bilges und Tiedje. Bilges gründete gemeinsam mit Genscher und dem früheren ZDF-Intendanten Dieter Stolte die „Consultum Communications“ GmbH & Co. KG. Bilges wurde geschäftsführender Gesellschafter und Genscher Ehrenvorsitzender des Beirats, Stolte Vorsitzender des Beirats.
Anfang 2014 fusionierte die Firma mit der Event-Agentur „Hardenberg Concept“ zur „Hardenberg Consultum GmbH“. Am 17. Mai 2016 stellte Bilges für die „Hardenberg Consultum GmbH“ einen Insolvenzantrag. Das Beratungsgeschäft mit der Consultum Communications nahm er anschließend aus neuen Geschäftsräumen am Berliner Kurfürstendamm wieder auf.
Mit Wirkung zum 1. Januar brachte Bilges die Consultum Communications in die Christ & Company Consulting GmbH & Co KG des Unternehmers Harald Christ ein. Bilges blieb dem Unternehmen als Berater verbunden und gründete das „Publizistische Büro Bilges“ mit Sitz in Berlin.

## Aserbaidschan-Lobbyismus
Im Jahr 2012 wurde im Zuge der Eurovision-Song-Contest-Austragung in Baku bekannt, dass Hans-Erich Bilges das Image Aserbaidschans durch seine Firma Consultum Communications verbessern sollte. Bilges wurde als eine Schlüsselfigur bei den Bemühungen Aserbaidschans bezeichnet, in Deutschland für sich zu werben. Kritische Berichte über die Pressefreiheit oder Menschenrechtssituation im autoritär regierenden Aserbaidschan wurden von Bilges als „nicht fair“ und „nicht objektiv“ bezeichnet. Bilges war bis mindestens 2017 Vorstandsmitglied des Deutsch-Aserbaidschanischen Forums.

## Privates
Bilges ist verheiratet mit der Journalistin und Buchautorin Madlen-Gabriele Hillebrecht (unter anderem Co-Autorin der Biografie von Liz Mohn „Liebe öffnet Herzen“ und von Michael Rogowski „Für ein neues Wirtschaftswunder: 20 Thesen“). Das Paar hat eine Tochter.

## Auszeichnungen
2001 erhielt Bilges für seine Verdienste um die Stadt Berlin das Bundesverdienstkreuz am Bande.